# Jebena

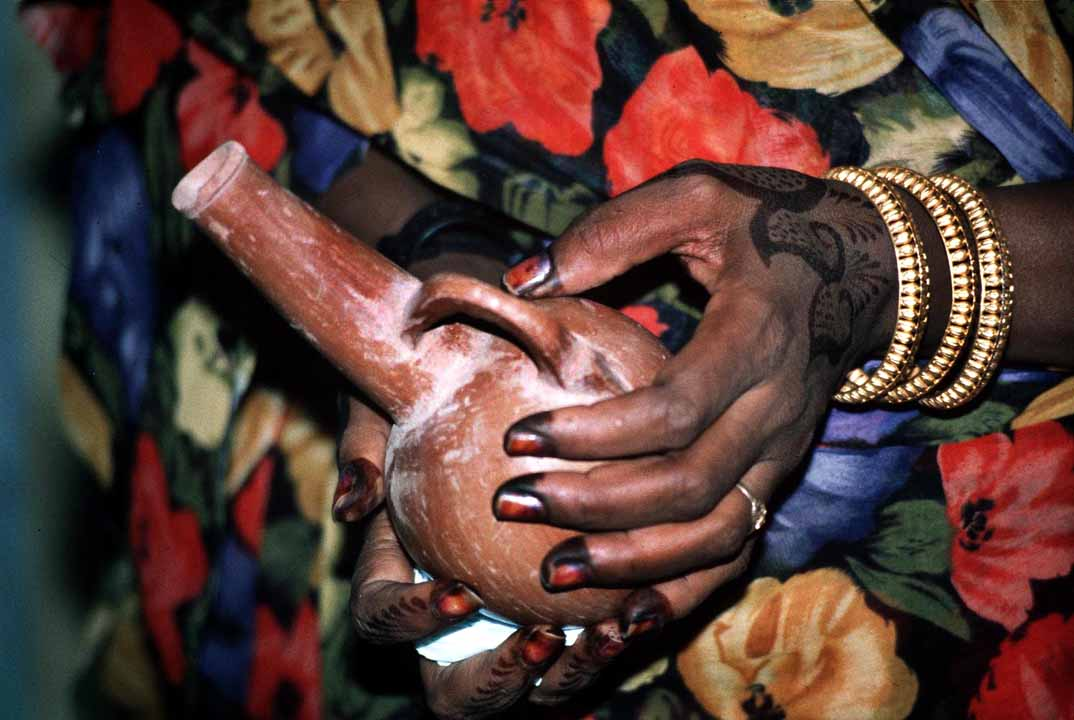
Una jebena in mano ad una donna dell'Eritrea

La Jebena è un contenitore utilizzato per preparare il caffè nella tradizionale cerimonia del caffè praticata nelle case di Etiopia, Eritrea e Sudan orientale. Essa è realizzata normalmente in ceramica ed ha una base sferica, un collo con beccuccio e un manico che collega il collo con la base.

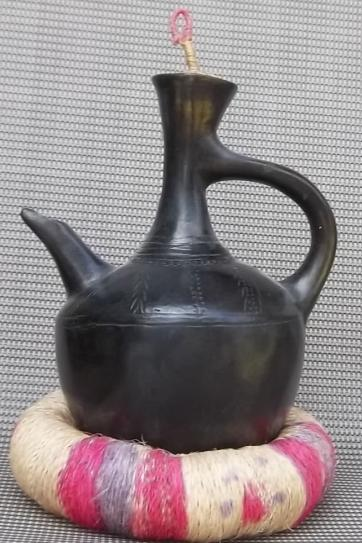
Una jebena dell'Etiopia

In genere quando il caffè bolle viene versato, attraverso il beccuccio, dentro un altro contenitore per raffreddarlo, e poi viene rimesso nella jebena. Per versare il caffè dalla jebena nelle tazze, si usa un filtro, in crine di cavallo o altro materiale, che viene posizionato nel beccuccio della jebena per evitare che i fondi di caffè possanno andare a finire nelle tazze. In Etiopia, si usa una piccola tazza di ceramica chiamata Sini per contenere il caffè versato dalla jebena.